# Hans Peter Fitzi
Hans Peter Fitzi (* 26. August 1937 in Gais; † 25. Dezember 2020 in La Neuveville) war ein schweizerischer Theaterregisseur, -leiter und -autor.

## Leben und Wirken
Hans Peter Fitzi wurde 1937 als jüngster von drei Brüdern im Kanton Appenzell Ausserrhoden geboren. Sein Vater und sein Grossvater betrieben einen Stoffhandel, den eigentlich einer der Söhne übernehmen sollte, doch alle drei entschieden sich für einen anderen Lebensweg. Fitzi begann ein Flugzeugbau-Studium, wechselte aber zu Philosophie und Germanistik, um über die Beschäftigung mit Sartre schliesslich zu den Theaterwissenschaften zu gelangen. Die Theater-Grundausbildung und eine Regieassistenz absolvierte er am Stadttheater Bern. Es folgten eine Weiterbildung und Assistenzen bei Boleslaw Barlog (Schillertheater Berlin) und Fritz Kortner (Münchner Kammerspiele). Ab 1965 führte er selbstständige Regiearbeiten in Bern, Ingolstadt, Bremen und Berlin aus.
Nicht nur, dass er am Schillertheater Berlin mit wichtigen Theaterschaffenden arbeiten konnte, er fand dort auch sein privates Glück: 1966 heiratete er die Schauspielerin Heidemarie Theobald.
1971 inszenierte er Peter Handkes Das Mündel will Vormund sein am Forumtheater Berlin mit den Darstellern Robert Wolfgang Schnell und Pierre Byland. Im selben Jahr wurde die Inszenierung zum Berliner Theatertreffen eingeladen. Von 1972 bis 1973 war Fitzi Mitglied der Direktion am Schillertheater und Dozent an der Hochschule der Künste, der heutigen Universität der Künste Berlin. Von 1974 bis 1975 wirkte er in Madrid. Ausser dem Mündel zeigte er zum Beispiel 1975 La resistible Ascension de Arturo Ui / Der aufhaltsame Aufstieg des Arturo Ui von Bertolt Brecht am Teatro de la Plaza, wofür er den Regiepreis des Internationalen Theaterfestivals Madrid zugesprochen bekam. 1976 war er unter den Mitbegründern der Künstlergruppe «Les Fusains» in Paris. Danach führte er wieder Regie, und zwar bei Serien des schweizerischen Fernsehens und bei Theateraufführungen in Frankfurt, Schwäbisch Hall, Düsseldorf, Bremen und Berlin.
1982 und 1984 fand jeweils eine Zusammenarbeit mit Martin Walser statt: Die Zimmerschlacht wurde am Theater der Freien Hansestadt Bremen aufgeführt und In Goethes Hand in der Westberliner Akademie der Künste.
In Verscio am Teatro Dimitri, einer im Kern pantomimisch-artistischen Truppe, führte Fitzi in der zweiten Hälfte der 1980er Jahre eigene Produktionen auf: mit der Abschlussklasse der Scuola Teatro Dimitri Columbus nach Motiven von Dario Fo (Isabella, drei Karavellen und ein Scharlatan) und mit dem Stamm-Ensemble der Compagnia Teatro Dimitri Capitombola. Für das Stück um zwielichtige Wohltäter, die in die eigene Tasche wirtschaften, zeichnete er von der Idee über die Ausarbeitung bis zur Regie allein verantwortlich, zeigte sich beim Proben aber nicht beharrlich, sondern war offen für Textänderungen. Bevor er 1990 die Direktion des Teatro Dimitri antrat, welche er bis 1993 innehatte, unternahm er Tourneen mit dem Bühnenklassiker Iphigenie auf Tauris sowie In Goethes Hand. Die später zum Repertoire gehörende Eigenproduktion Herr A – 7 Tage im Gefängnis basiert auf einer Skizze von Vaclav Havel und hatte 1992 Premiere am «Minor»-Theater in Prag.
Am 25. Dezember 2020 starb Hans Peter Fitzi in La Neuveville. Seine beiden Töchter Anna Magdalena Fitzi und Maria Katharina Fitzi sind Schauspielerinnen.

## Angewandte Philosophie, Prämissen und Leitgedanken
Fitzi war gegen das krampfhafte Modernisieren: «Wichtig ist für mich, dass man nichts ausgräbt, um es den Leuten modernisiert vorzusetzen. Das hat keinen Sinn mehr.»
Über eine Goldoni-Inszenierung schrieb die Rheinische Post: «Die Vorzüge von Fitzis Arbeit fangen mit der Übersetzung an; sie kommt ohne die berüchtigten ‹Aktualisierungen› durch Fäkalsprache und Tagesjargon aus. Seine Inszenierung ist nicht gewaltsam auf ‹sozialkritisch› zurechtgebogen. Sie verzichtet auf Mätzchen, ist amüsant, aber nicht knallig, erzeugt keine einfallgehetzte Atemlosigkeit, allerdings auch nicht jenes schwerelose Champagnergefühl, das wir trotz der seitherigen Umdeutung ins Sozialkritische von Goldoni erwarten.»
Auch seine Affinität zur Pantomime kommt in derselben Theaterkritik zum Ausdruck: «Fitzis sorgfältige Inszenierung dosiert ihre Einfälle, hat aber einige besonders hübsche vorzuweisen, deren Reiz im Pantomimischen liegt.»
Die Philosophie liess Fitzi nie los, so war Theater «für ihn Modell, philosophische Gedanken lebendig werden zu lassen. Ob eine Inszenierung ein Erfolg wurde, stand für ihn nicht im Vordergrund.» Er setzte seine Autonomie über das Karrieredenken.

## Auszeichnungen
1975: Regiepreis des Internationalen Theaterfestivals, Madrid